# Pine Hill, New Jersey
Pine Hill, är en ort i Camden County, New Jersey, USA.